# Ligue Odebi
La Ligue Odebi est un collectif spontané d’internautes qui se destine à défendre le droit à l'accès à l'information, au partage des savoirs, ainsi qu'au respect de la vie privée.

## Histoire de sa création
La Ligue Odebi est une organisation née en mai 2002 à la suite d'une volonté de plusieurs associations de consommateurs nées d’Internet de s’organiser en groupe de pression pour influencer les débats législatifs autour d’Internet. 
L'aspect consumériste n'était pas dans les domaines traités par la Ligue, même si certaines associations la composant traitaient de ce domaine en leurs noms propres.
Les cinq associations à l’origine de la Ligue sont : 
- la LPIC qui s’occupait des problèmes autour de AOL & Numericable ;
- ADSL-France, une des plus vieilles et grosses associations de l’époque, qui traitait des problématiques ADSL ;
- Luccas qui a été la seule association à gagner son procès contre un fournisseur d’accès : Noos ;
- CCWBDX et Piaf Marseille qui s’occupaient des abonnés Wanadoo aux câbles respectivement à Bordeaux et Marseille.

Le premier communiqué de la Ligue Odebi a lieu en mai 2002 pour demander la baisse de la TVA à 5,5 % sur les produits liés à Internet en particulier la connexion.

## Actions et méthodologies Odebi

### Le cas Pere-noel.fr: juin-juillet 2002
La Ligue va s’illustrer dès juin 2002 autour la défense médiatique de Defense-consommateur.org.
Les responsables du site Defense-consommateur.org se voient condamnés pour diffamation à l’encontre d’un marchand en ligne très connu à l’époque : Pere-noel.fr car ils sont jugés responsables de propos diffamatoires de la part de l’un d’eux et de personnes tierces sur leurs forums et ils sont condamnés à verser près de 90 000 euros à Pere-noel.fr à ce titre.
En réaction de soutien, la Ligue lance deux appels à la manifestation numérique les 20 juin 2002 et 18 juillet 2002 où près de 50 000 forums et sites se déclarent en grève et ferment en signe de protestation.
L’histoire Pere-noel.fr va continuer quelques mois mais va se terminer par la défaite judiciaire des plaignants et la fermeture du magasin en ligne, submergé par les affaires ainsi que par les procès à son encontre[réf. nécessaire]. 

### Responsabilité des hébergeurs et correspondance privée
La Ligue Odebi va ensuite s’attaquer à la responsabilité des hébergeurs qu’entend imposer la LCEN qui sera son grand combat durant près d’un an et demi.
En effet dès fin 2002 et début 2003, les industriels du disque se plaignant du manque à gagner dû aux échanges de fichiers via Internet font pression pour le vote de la Loi sur la confiance en l’économique numérique.
Elle lance son assaut le 17 janvier 2003 en s’associant de fait aux arguments de l’AFA (Association française des fournisseurs d’accès à internet).
La LCEN prévoit de rendre responsables les intermédiaires techniques, selon la Ligue cela reviendrait à mettre en place une censure privée ou encore une privatisation de la justice. La Ligue s’y oppose arguant de la présence nécessaire de la justice au sens de l’institution.
Le débat sur la LCEN va être l’occasion de nombreuses actions et surtout de la mise en place du système Odebi : 
- recherche des relais institutionnels ;
- diffusion des communiqués de presse précis de manière régulière et ciblée (contenant souvent des messages personnels) ;
- recherche du soutien des internautes à travers une communication directe ;
- élaboration de supports de communication.

Durant les débats sur la LCEN, plusieurs personnalités sont directement visées par des attaques ad hominem et des sites parodiques.
Le combat contre la LCEN va durer jusqu’en mai 2004, date à laquelle elle finit par être adoptée.
Le Conseil constitutionnel est saisi sur trois points :
- une disposition qui priverait du secret des communications le courrier électronique ;
- des dispositions qui obligeraient les fournisseurs d’accès à juger du contenu licite ou non des sites ;
- sur les délais de prescription, qui devraient être identiques à ce qui est pratiqué pour la presse.

Sur les deux premiers points litigieux, à savoir la correspondance privée menacée de devenir publique dans certains cas et la responsabilité des hébergeurs, le Conseil constitutionnel rejette l’argumentation des requérants. Il laisse donc intacte la loi sur ces deux points.
Il donne raison aux requérants sur les délais de prescription en matière de diffamation.

### 2004 - 2005
Durant l’année 2004 puis 2005, plusieurs de ses membres vont s’opposer à une vision soutenue par les historiques de la Ligue.
La Ligue n’est pas enregistrée en préfecture. 
Certains soutiennent que c’est un handicap et d’autres qu’au contraire tout l’esprit de la Ligue s’incarne dans ce qui est plus un mouvement d’idée qu’une association classique.
Face à l'annonce de poursuites contre des internautes par les majors de la musique, des membres de la Ligue créent l’association des audionautes le 4 novembre 2004.
Une partie des membres de l'association des audionautes seront ensuite à l'origine de la Quadrature du Net en 2008. 

### 2005 - 2006: la DADVSI
Avec eucd.info, l’association souhaite informer les internautes sur les dangers que pourrait représenter la transposition de la directive européenne. En France, cette transposition se nomme DADVSI.
La Ligue Odebi lance alors une opération de boycott nommée boycothon de tous les produits dits culturels. Cette opération dure toujours.
Elle relance aussi son appareil de guerre de l’information avec des communiqués multiples et successifs, la mise en place d’une affiliation pour webmaster qui regroupe près de 2 000 sites[réf. nécessaire].

### 2007 - 2009: l'Hadopi
La Ligue Odebi combat l’Hadopi avec une position claire sur le P2P. Pour La Ligue Odebi il n’y a pas de problèmes P2P dans le sens où aucune étude sérieuse ne vient étayer l’argumentaire du gouvernement et des groupes de pression de la culture qui associent une augmentation des téléchargements avec une baisse de leurs chiffres d’affaires.
Au contraire, la Ligue Odebi défend la position selon laquelle le P2P est un moyen supplémentaire de promotion pour les artistes et avance pour appuyer sa démonstration des études universitaires produites en particulier par l’université Harvard qui démontre que les groupes d’utilisateur des réseaux P2P achètent beaucoup plus de biens culturels que « les nons P2P ».
Découle de ce positionnement un refus complet de voir s’instaurer des taxes autant sur les fournisseurs d’accès à Internet que sur tout autre intermédiaire car il n’existe aucun préjudice à compenser.
En réaction au maintien des taxes sur les supports vierges et de la politique du gouvernement, La Ligue Odebi maintient la pression en appelant à un boycott complet touchant tous les produits culturels vendus en France en particulier sur les plateformes légales de téléchargement.
En septembre 2009 à la veille de l’examen de la loi Création et Internet par l’Assemblée nationale, le site de la ligue Odebi est bloqué pendant plusieurs jours par une attaque informatique. Le Parti pirate est lui aussi pris pour cible.

### Fonctionnement actuel
Les échanges sur les forums d'odebi.org ainsi que l'évolution de la distribution Odebian constituent les principales activités actuelles. 